# خاکستر (ترانه سلین دیون)
«خاکستر» (به انگلیسی: Ashes) ترانه‌ای است که خوانندهٔ کانادایی سلین دیون برای آلبوم موسیقی متن فیلم ابرقهرمانی ۲۰۱۸ ددپول ۲ ضبط کرده‌است. این ترانه در ۳ مه ۲۰۱۸ به‌عنوان تک‌آهنگ آغازین آلبوم ددپول ۲ توسط کلمبیا رکوردز منتشر شد. «خاکستر» نقدهای مثبتی را از منتقدان موسیقی دریافت کرد و به رتبهٔ یک جدول ترانه‌های دنس کلاب ایالات متحده رسید.